# Der er et yndigt land (dokumentarfilm)
 For alternative betydninger, se Der er et yndigt land (flertydig). (Se også artikler, som begynder med Der er et yndigt land)
Der er et yndigt land er en dansk propagandafilm fra 1938 instrueret af A. Langgaard Nielsen.

## Handling
Propagandafilm for DNSAP.